# Get Rhythm
Get Rhythm è una canzone country scritta dal cantautore statunitense Johnny Cash. Fu pubblicata nel 1969 come singolo.

## Il brano
Il testo, dai toni ottimisti, racconta di un ragazzo lustrascarpe che "prende il ritmo" per affrontare la noia del suo lavoro. Il brano fu pubblicato nel 1956 sul lato B di I Walk the Line; nel 1969 Get Rhythm fu ripubblicato come singolo e raggiunse la 23ª posizione nella classifica country.
Furono realizzate diverse cover, fra cui quella del cantante Martin Delray, che la registrò sul suo album di debutto; la sua versione raggiunse la 27ª posizione nelle classifiche country statunitensi.

## Classifiche
| Chart (1969)                       | Peak position |
| ---------------------------------- | ------------- |
| U.S. Billboard Hot Country Singles | 23            |
| U.S. Billboard Hot 100             | 60            |
| Canadian RPM Country Tracks        | 1             |
| Canadian RPM Top Singles           | 59            |